# (31580) Bridgetoei
(31580) Bridgetoei est un astéroïde de la ceinture principale.

## Description
(31580) Bridgetoei est un astéroïde de la ceinture principale. Il fut découvert le 19 mars 1999 à Socorro (Nouveau-Mexique) par le projet LINEAR. Il présente une orbite caractérisée par un demi-grand axe de 2,44 UA, une excentricité de 0,14 et une inclinaison de 4,5° par rapport à l'écliptique.

## Compléments